# عشب بحري صالح للأكل
الأعشاب البحرية الصالحة للأكل هي طحالب يمكن تناولها واستخدامها في إعداد الطعام. وتحتوي عادةً على كميات كبيرة من الألياف، وعلى عكس أطعمة النباتات القائمة على الأرض، فإنها تحتوي على البروتين الكامل. وربما تنتمي إلى واحدة من مجموعاتٍ عدة من الطحالب متعدد الخلايا، مثل: الطحالب الحمراء والطحالب الخضراء والطحالب البنية.
يتم أيضًا حصد الطحالب البحريةأو حرثها لاستخراج الألجينات والأغار والكاراجينان، وهي عبارة عن مواد هلامية تُعرف إجمالاً باسم المواد الغروانية المائية أو الطحالب الغروية. وحققت المواد الغروانية المائية أهميةً تجارية، لا سيما في مجال إنتاج الأغذية كإضافاتٍ غذائية. وتستغل صناعة الأغذية خصائص التخثر والاحتفاظ بالمياه والاستحلاب وغيرها من الخصائص الفيزيائية لهذه المواد الغروانية المائية.
تُعد معظم الأعشاب البحرية الصالحة للأكل طحالب بحرية، حيث إن طحالب المياه العذبة سامة. وعلى الرغم من أن الطحالب البحرية غير سامة، فإن البعض منها يحتوي على أحماضٍ تعمل على تهييج القناة الهضمية، في حين من الممكن أن يتسم البعض الآخر بتأثير ملين للأمعاء ويعمل على توازن الإلكتروليت.

## توزيعه
تُستخَدم الأعشاب البحرية على نطاقٍ واسع كغذاءٍ في المطابخ الساحلية حول العالم. وتُعد الأعشاب البحرية جزءًا من الوجبات الغذائية في الصين، واليابان، وكوريا منذ عصور ما قبل التاريخ. وتستهلك العديد من المجتمعات الأوروبية التقليدية الأعشاب البحرية، في أيسلندا، والنرويج الغربي، ساحل المحيط الأطلسي فرنسا وأيرلندا الشمالي والغربي وويلز وبعض أجزاء من المناطق الساحلية جنوب غرب إنجلترا،  بالإضافة إلى نوفا سكوتيا ونيوفاوندلاند. استخدم شعب الماوري (Māori) في نيوزلنداعادةً بضعة أنواع من الأعشاب البحرية الحمراء والخضراء.

## التغذية والاستخدامات
تحتوي الأعشاب البحرية على نسبٍ عالية من اليود نسبةً إلى غيرها من الأطعمة. اكتشف السكان في الفلبين، تيوي، وألباي شعرية جديدة أو شرائح المعكرونة تُصنع من الأعشاب البحرية التي يمكن طبخها في شعرية كانتون، شعرية مع الروبيان والصويا، المعكرونة الاسباغيتي أو معكرونة كاربونارا الإيطالية، ويُقال إن لها فوائد صحية مثل كونها غنية بالكالسيوم، والماغنيسيوم واليود.
يمكن استقلاب عديد السكاريد في البشر خلال عمل إنزيمات الأمعاء البكتيرية. وقد فشل البحث في إيجاد مثل هذه الإنزيمات في سكان أمريكا الشمالية، في حين تتواجد في سكان اليابان.
ويُستخدم في بعض أجزاء من آسيا مثل: نوري 海苔 (في اليابان)، وذيتشاي 紫菜 (في الصين)، وغيم 김 (في كوريا)- أوراق من الطحالب الحمراء المُجفَفةالبورفيرا (Porphyra) في الحساء أو لفاف السوشي أو كرة الأرز (onigiri). الغرضف كريسبوس (المعروف أيضًا بالأُشْنَةُ الإيرلَنْدِيَّة) وهو طحلب أحمر آخر يُستخَدم في إنتاج الإضافات الغذائية المختلفة، جنبًا إلى جنب مع فصيلة العشب الأحمر (الكابافيكوس) وأعشاب جيجارتينويد (gigartinoid) البحرية المختلفة.
تستهلك اليابان سبعة أنواعٍ من الأعشاب البحرية يتم التعرف عليها بالاسم، ويتم استخدام مصطلح عام لأعشاب البحر في المقام الأول للعلوم وليس في القوائم.

## الأعشاب البحرية الشائعة الصالحة للأكل
الأعشاب البحرية الشائعة الصالحة للأكل تشتمل على:
- الفوقس الحلزوني أو الأعشاب البُنية غير منتظمة الفروع Fucus spiralis
- الفوقس الحويصلي طُحلُبُ الصّخُور Bladderwrack) Fucus vesiculosus)
- الفوقس القنواتي (الاسم العلمي:Pelvetia canaliculata) من الطحالب البُنية بصخور الشواطئ العليا بأوروبا (Channelled wrack)
- السرجس المغزلي أو الهيجيكي (Hijiki) من طحالب البحر البُنِّية على السواحل الصخرية Sargassum fusiforme
- السرجس شوكي الثمار أو أو ليمو كالا من الأعشاب البنية بالمحيطات الاستوائية Sargassum echinocarpum
- اللاميناريا الإصبعية أو الطُحلُب البني الكبير Oarweed) Laminaria digitata)
- الأيسينية ثنائية الحلقات أو الأرامي (Eisenia bicyclis (Arame
- السكرينة اليابانية أو الكومبو عشب البحر الياباني Kombu) Saccharina japonica)
- السكرينة العريضة طُحلُب السكر أو الطُحلُب البني Sugar kelp) Saccharina latissima)
- الواكامي من خضروات البحر Undaria pinnatifida
- خس البحر أو الأعشاب الخضراء الصالحة للأكل (Sea Lettuce) (فصائل متنوعة من جنس طحالب خضراء (Ulva))
- عشب البحر المجنح (Badderlocks) (Alaria esculenta)
- طحالب البحر الحمراء (Carola) (Callophyllis variegata)
- الطحلب الأيرلندي الكاذب (Carrageen moss) (Mastocarpus stellatus)
- الطحالب الخضراء وحيدة الخلية، كروية الشكل (Chlorella)
- عشب البحر القوي (Cochayuyo) (Durvillaea antarctica)
- طحالب الدلسي الحمراء (Dulse) (Palmaria palmata)
- الطحالب المُستَخدَمة في السكريدات المتعددة (Euchema cottonii)
- عشب طحالب البحر (Gutweed) (Enteromorpha intestinalis)
- الطحالب الأيرلندية (Chondrus crispus)
- أعشاب البحر الصالحة للأكل (Porphyra laciniata/Porphyra umbilicalis)
- عشب البحر الياباني (Mozuku) (Cladosiphon okamuranus)
- الطحالب اليابانية الصالحة للأكل (Nori) (العديد من أنواع الطحالب الحمراء Porphyra)
- الطحلب الصالح للأكل (Ogonori) (Gracilaria)
- عنب البحر أو الكافيار الأخضر (Caulerpa lentillifera)
- Spirulina (Arthrospira platensis وArthrospira maxima)
- أعشاب الأسباجيتي البنية (Thongweed) (Himanthalia elongata)

## معرض صور

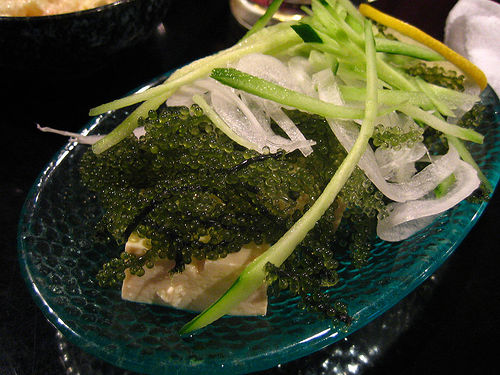
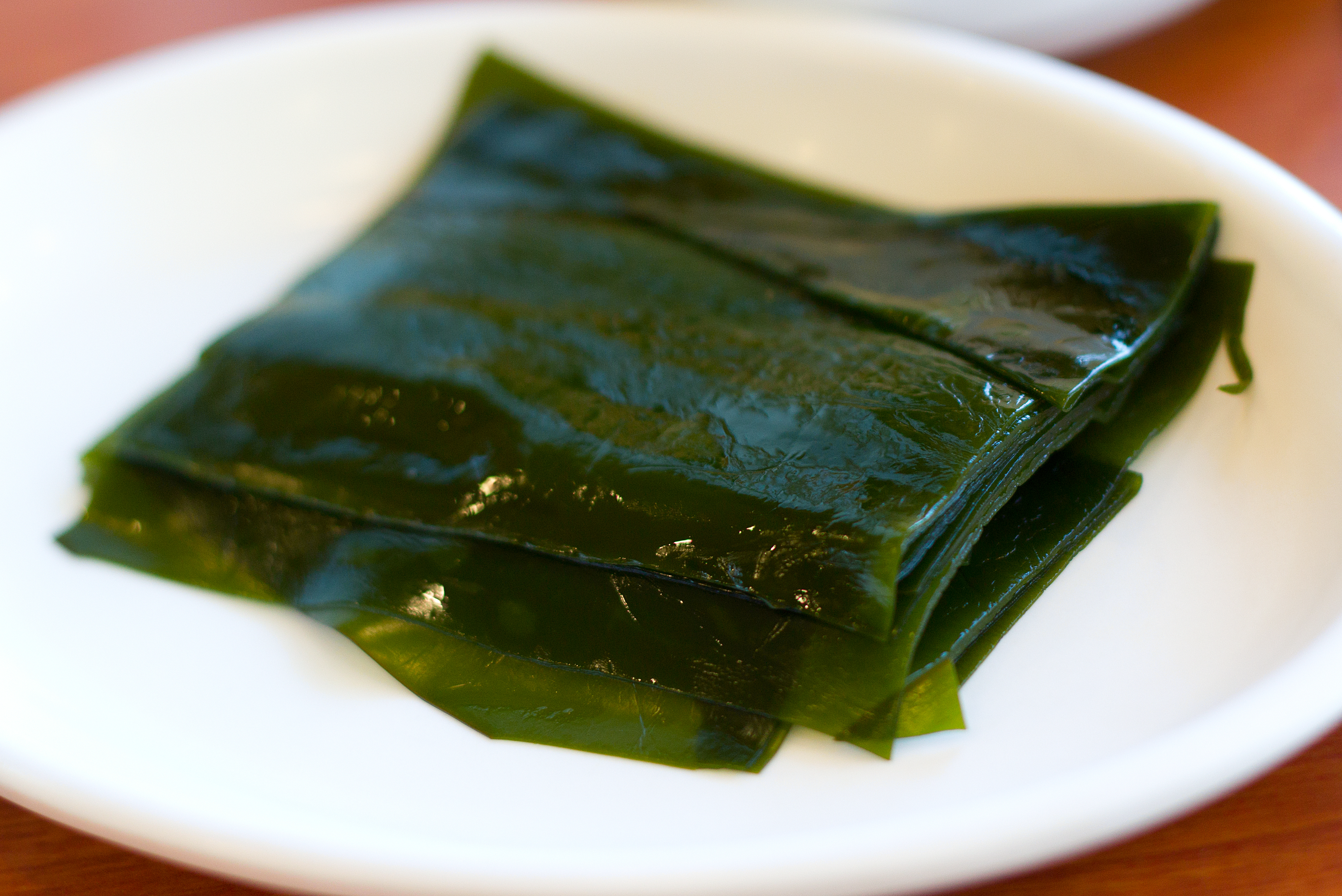
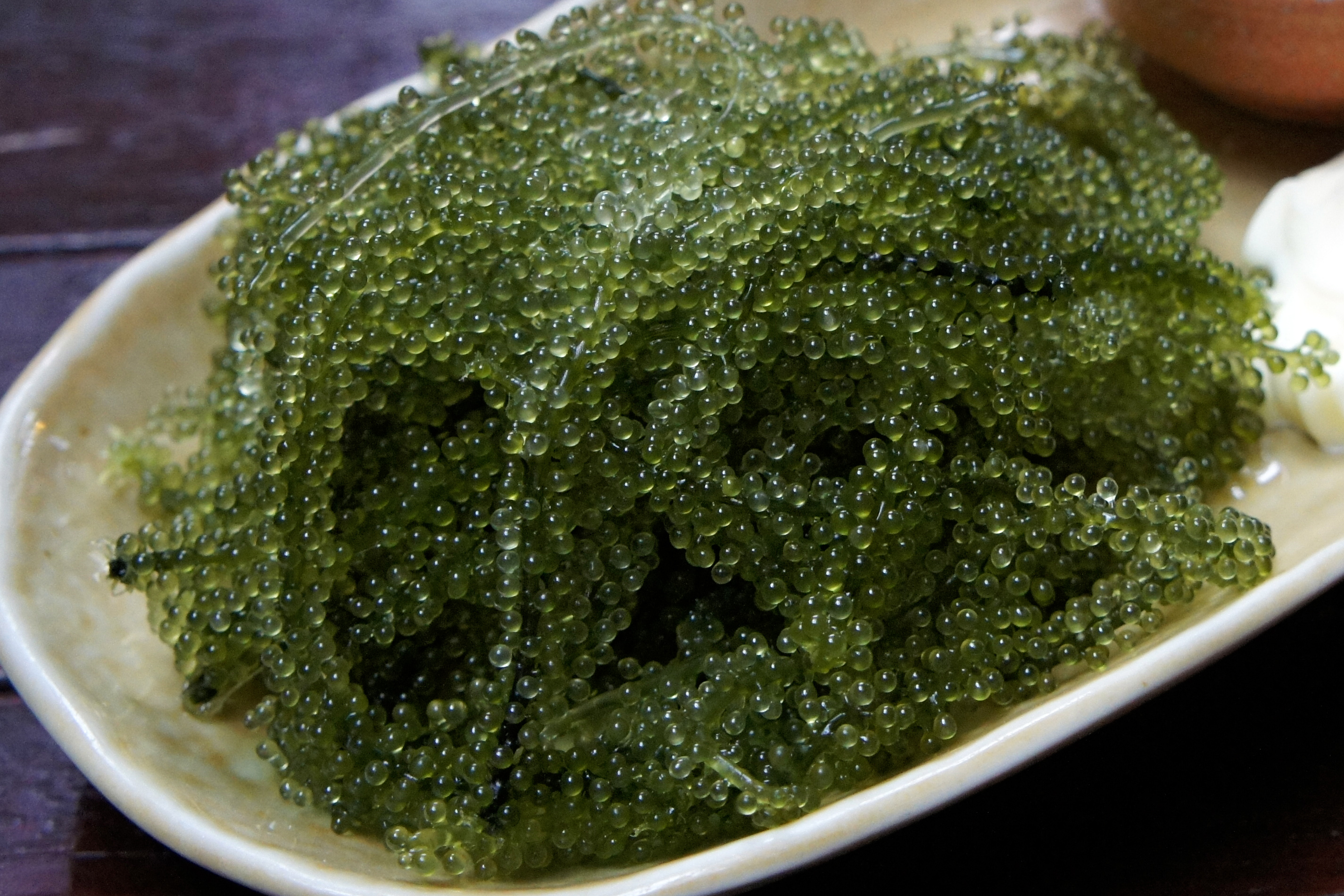
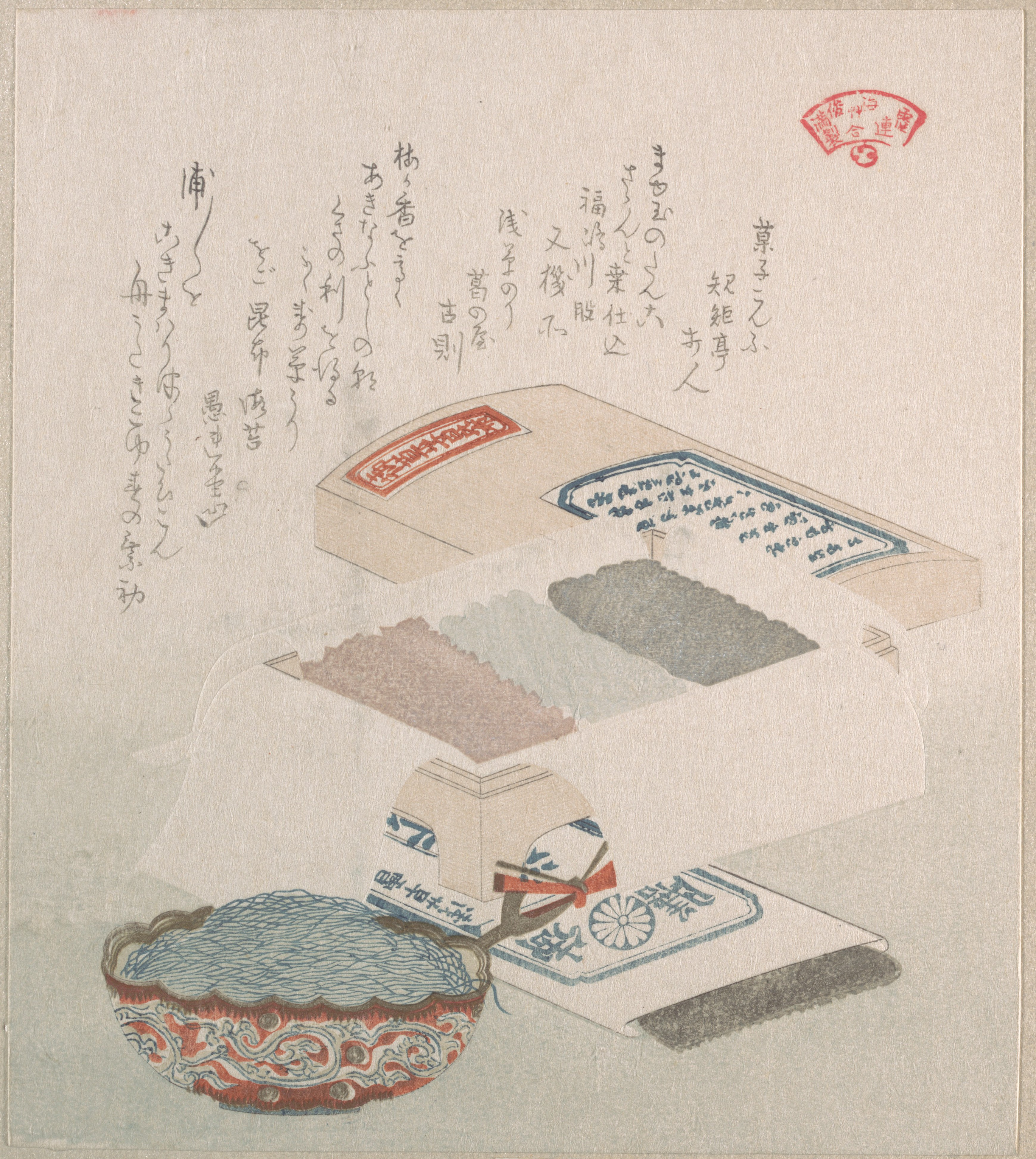
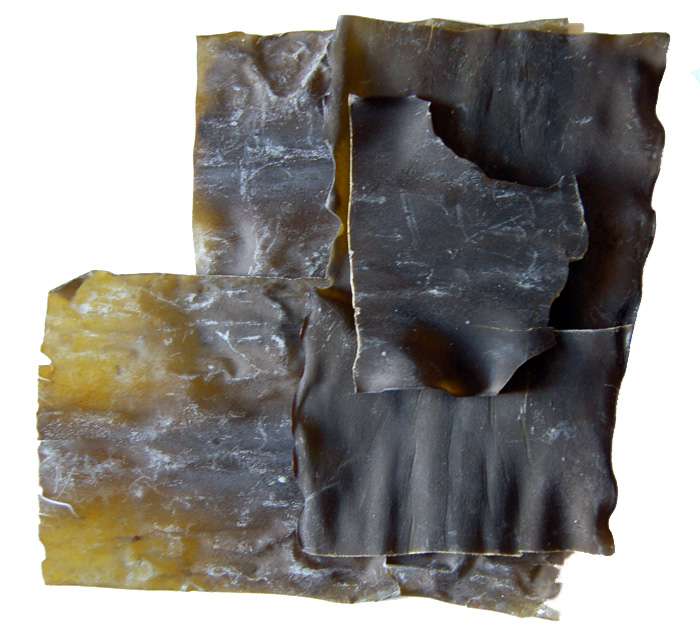
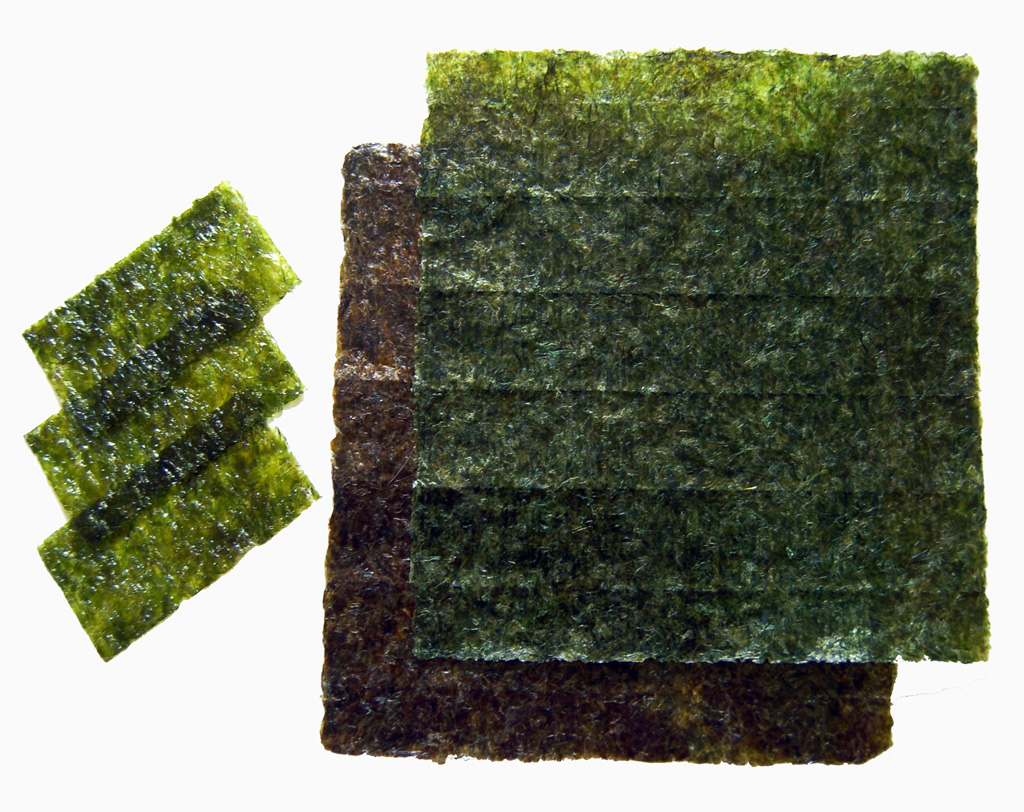

## وصلات خارجية
- [<a href="http://www.fao.org/docrep/006/y4765e/y4765e0b.htm">http://www.fao.org/docrep/006/y4765e/y4765e0b.htm</a> Seaweeds used as human food] an منظمة الأغذية والزراعة report